# Acaú (praia)
Acaú é uma praia brasileira localizada no sul da município de Pitimbu, no estado da Paraíba. A praia é banhada pela bacia do rio Goiana, que fica na divisa entre Pernambuco e a Paraíba. Acaú no distrito com o mesmo nome.
A praia é bastante visitada em tempos de veraneio e é apelidada de «Praia do Oi» pela população de Goiana, pois diversas pessoas vão se encontrar nesse balneário.

## Relações externas
- «Praias de Pitimbu»